# Джорджтаун

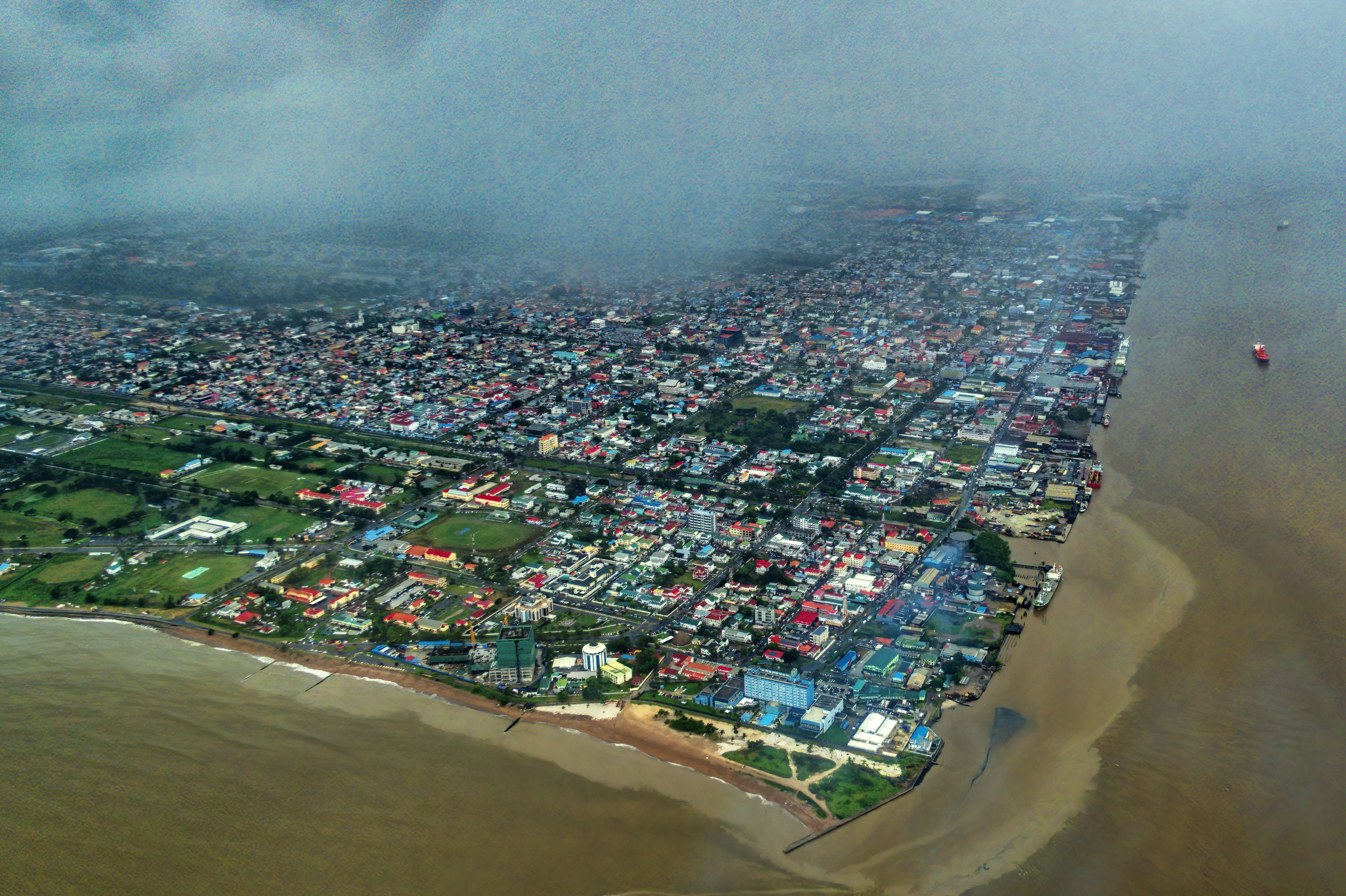
Вид на Джорджтаун з повітря

Джорджта́ун (англ. Georgetown) — столиця Кооперативної Республіки Гаяна, найбільший економічний і транспортний центр країни.

## Географія
Джорджтаун розташований в північно-східній частині Гаяни, на узбережжі Атлантичного океану, поблизу місця впадання до нього річки Демерара.
Місто розташоване в зоні саван. У його межі збереглися ділянки типової для саван флори: акації, дрібнолистяних чагарників, трав родини тонконогових.

### Клімат
Місто розташовано в зоні субекваторіального клімату. Середньомісячні температури повітря коливаються протягом року в межах +26 — +28 градусів. Середньорічний рівень опадів становить близько 2250 мм. Вологий сезон ділиться на два періоди: перший триває з середини квітня до середини серпня, другий — з середини листопада до кінця січня. Найбільша кількість опадів випадає в грудні. Унаслідок наближеності міста до атлантичного узбережжя, відносна вологість повітря в Джорджтауні досягає дуже високої відмітки (як правило, 75-80 % вдень і майже 90 % вранці). Протягом всього року місто схильне до впливу північно-східних пасатів, що дують в Атлантиці.
| Клімат Джорджтауна (1961–1990)             | Клімат Джорджтауна (1961–1990) | Клімат Джорджтауна (1961–1990) | Клімат Джорджтауна (1961–1990) | Клімат Джорджтауна (1961–1990) | Клімат Джорджтауна (1961–1990) | Клімат Джорджтауна (1961–1990) | Клімат Джорджтауна (1961–1990) | Клімат Джорджтауна (1961–1990) | Клімат Джорджтауна (1961–1990) | Клімат Джорджтауна (1961–1990) | Клімат Джорджтауна (1961–1990) | Клімат Джорджтауна (1961–1990) | Клімат Джорджтауна (1961–1990) |
| Показник                                   | Січ.                           | Лют.                           | Бер.                           | Квіт.                          | Трав.                          | Черв.                          | Лип.                           | Серп.                          | Вер.                           | Жовт.                          | Лист.                          | Груд.                          | Рік                            |
| Середній максимум, °C                      | 28,6                           | 28,9                           | 29,2                           | 29,5                           | 29,4                           | 29,2                           | 29,6                           | 30,2                           | 30,8                           | 30,8                           | 30,2                           | 29,1                           | 29,6                           |
| Середня температура, °C                    | 26,1                           | 26,4                           | 26,7                           | 27,0                           | 26,8                           | 26,5                           | 26,6                           | 27,0                           | 27,5                           | 27,6                           | 27,2                           | 26,4                           | 26,8                           |
| Середній мінімум, °C                       | 23,6                           | 23,9                           | 24,2                           | 24,4                           | 24,3                           | 23,8                           | 23,5                           | 23,8                           | 24,2                           | 24,4                           | 24,2                           | 23,8                           | 24,0                           |
| Середня кількість сонячних годин на місяць | 201,0                          | 208,6                          | 219,7                          | 197,9                          | 178,8                          | 156,7                          | 201,6                          | 233,7                          | 229,8                          | 235,3                          | 210,9                          | 186,6                          | 2460,6                         |
| Норма опадів, мм                           | 185.2                          | 88.5                           | 111.0                          | 140.5                          | 285.5                          | 327.7                          | 268.0                          | 201.4                          | 97.5                           | 107.2                          | 185.9                          | 261.9                          | 2260.3                         |
| Днів з опадами                             | 16                             | 10                             | 10                             | 12                             | 19                             | 23                             | 21                             | 15                             | 9                              | 9                              | 12                             | 18                             | 174                            |
| ------------------------------------------ | ------------------------------ | ------------------------------ | ------------------------------ | ------------------------------ | ------------------------------ | ------------------------------ | ------------------------------ | ------------------------------ | ------------------------------ | ------------------------------ | ------------------------------ | ------------------------------ | ------------------------------ |
| Джерело: NOAA                              |                                |                                |                                |                                |                                |                                |                                |                                |                                |                                |                                |                                |                                |

## Населення

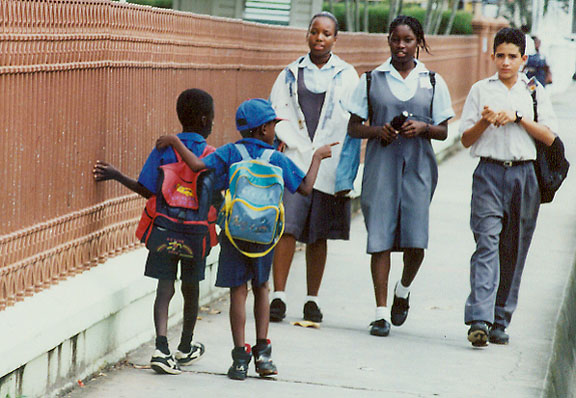
Одна з вулиць міста

Чисельність населення Джорджтауна разом з передмістями досягає понад 250 тис. осіб. Це майже третина всього населення країни. Представники основної етнічної групи, що проживає в столиці, — нащадки індійських іммігрантів (близько половини жителів міста). Також тут живуть африканці, європейці (головним чином вихідці з Португалії) і мулати. Корінних мешканців країни, американських індіанців, у столиці майже немає, оскільки вони заселяють в основному внутрішні райони Гаяни і ведуть напівкочовий спосіб життя.
Державна мова — англійська, серед певних груп населення поширені також мови хінді і урду. Більша частина віруючого населення Джорджтауна — прихильники християнства (католики і протестанти), інші сповідають індуїзм і іслам.

## Історія
Джорджтаун був заснований в 1781 році голландськими колоністами. Спочатку він мав назву Стабрук (Таброк), що перекладі з голландської означає «ставок зі стоячою водою». У 1784 році місто отримало статус адміністративного центру голландських колоніальних володінь в Південній Америці. На початку 19 століття, під час військових дій між Голландією і Великою Британією, що розгорілися в результаті боротьби за колоніальне панування на території Гаяни, Джорджтаун був завойований британцями, які в 1812 році дали місту його сучасну назву («місто Джорджа», на честь британського короля Георга III). У 1812 році в Джорджтауні розмістилася губернаторська резиденція.
У 1831 році, після об'єднання англійських колоній Бербіс, Ессекібо і Демерара, новоутворена територія стала називатися Британською Гвіаною, а місто Джорджтаун було оголошене її столицею.
Британські колоністи приділяли багато уваги впорядкуванню міста, прокладці доріг, розширенню площі оброблюваних плантацій в околицях Джорджтауна. Після скасування рабства в 1830-х роках в порт Джорджтаун стали прибувати морські судна з найманими робітниками з Індії і низки інших країн Європи, Азії і Африки. У 1840-х роках в місто почали переселятися робітники з Португалії, головним чином з острова Мадейра, а також з Китаю.

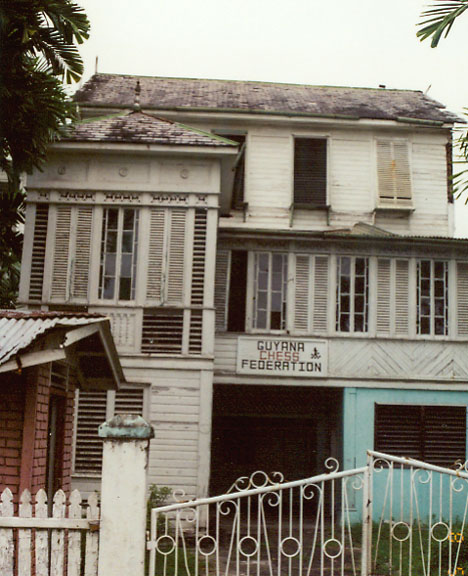
Будівля шахової федерації Гаяни у столиці

Згодом з-поміж іммігрантів, що влаштувалися в Джорджтауні, сформувався цілий клас кваліфікованих робітників і комерсантів, які внесли значний внесок до економічного і політичного розвитку міста і сприяли проведенню багатьох реформ в його господарському і соціальному житті.
У 1920-х роках в Джорджтауні розвернулося будівництво сучасних будівель із залізобетону; вони зосередилися головним чином в діловій частині міста. У інших районах Джорджтауна зводилися головним чином дерев'яні одноповерхові споруди, які розташовували на високих опорах з цеглини.
У 1930-х роках у місті активізувалася класова боротьба, почастішали страйки робітників на місцевих підприємствах. В кінці 1940-х — на початку 1960-х років рух перетворився на визвольний проти британського колоніального панування. Масові виступи мешканців Джорджтауна досягли кульмінації в 1962—1964 роках, у результаті чого уряд Великої Британії був вимушений задовольнити частину вимог, що висуваються мешканцями Гаяни (зокрема, розширення виборчих прав і кола повноважень місцевих органів влади), що призвело до деяких демократичних змін в політичному житті всієї країни. У травні 1966 року, з проголошенням незалежності держави Гаяна, Джорджтаун був офіційно визнаний її столицею.

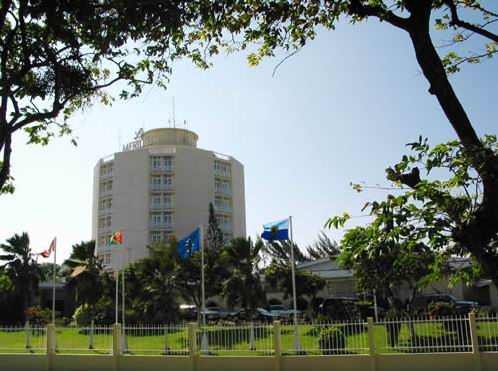
Вид на один з готелів міста

У 1970 році, після перетворення Гаяни на Кооперативну Республіку Гаяну, Джорджтаун отримав статус столичного міста. Тут були розміщені урядова резиденція, парламент Гаяни і всі її державні адміністративні органи.
У 1970—1980-х роках економіка міста пережило кризу, викликану значним зниженням цін на цукор і боксити — основну експортну продукцію країни, що вивозиться головним чином з морського порту Джорджтауна. У місті знову стали відбуватися страйки, наголошувалася певна нестабільність політичної влади, викликана політичною боротьбою. Залучення іноземних інвестицій з метою оздоровлення економіки країни в цілому і її столиці зокрема дозволили трохи стабілізувати життя міста в 1990-х роках. Переорієнтація на ринкову економіку і демократизацію суспільства забезпечили підвищення продуктивності роботи підприємств Джорджтауна і подальший розвиток торгових відносин з іншими державами.

## Культурне значення міста

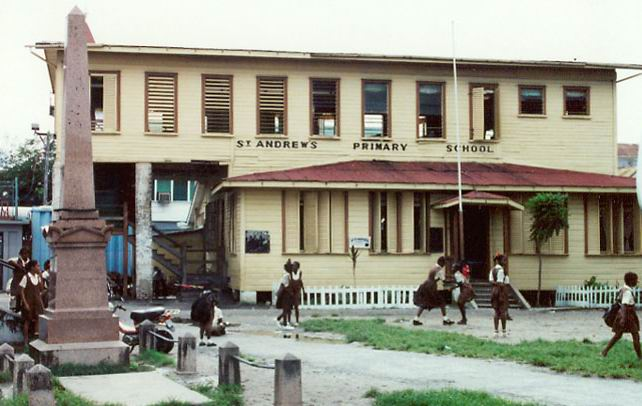
Будівля початкової школи на околицях Джорджтауна

Джорджтауна чітко спланований, тут простежується чітка прямокутна мережа вулиць, прикрашених зеленню садів і парків. Головними культурно-історичними пам'ятниками міста є найбільший у світі дерев'яний англіканский собор, побудований в 1892 році, і католицький собор, споруджений із залізобетонних плит в 1913—1914 роках. Цікаві з архітектурної точки зору і будівлі Національних зборів і урядової резиденції, які зводилися в 1839—1844 роках. У 1880-х роках в Джорджтауні були збудовані будівля суду і міська ратуша, що в наш час[коли?] є пам'ятниками архітектури.
У столиці є Музей Гаяни, експозиція якого розповідає про історичний розвиток міста і країни, починаючи з епохи колоніальних завоювань. У Джорджтауні також діє театр «Гілд Тіетр».
Серед провідних вищих навчальних закладів Джорджтауна — Університет Гаяни (заснований в 1963 році), у якому навчання студентів ведеться на медичному, юридичному факультетах, факультетах мистецтва, соціальних і природничих наук. Є також технологічний інститут, педагогічний і сільськогосподарський коледжі, економічна школа, Гаянський центр виробничої підготовки та інші освітні установи. Найбільша в країні колекція книг та інших друкованих видань зберігає в Публічній бібліотеці Гаяни. В околицях столиці розташувався Національний географічний парк Каєтур, у якому збереглася безліч видів представників тропічної флори і фауни. Безпосередньо на межі міста є великий ботанічний сад.

## Економіка і транспорт

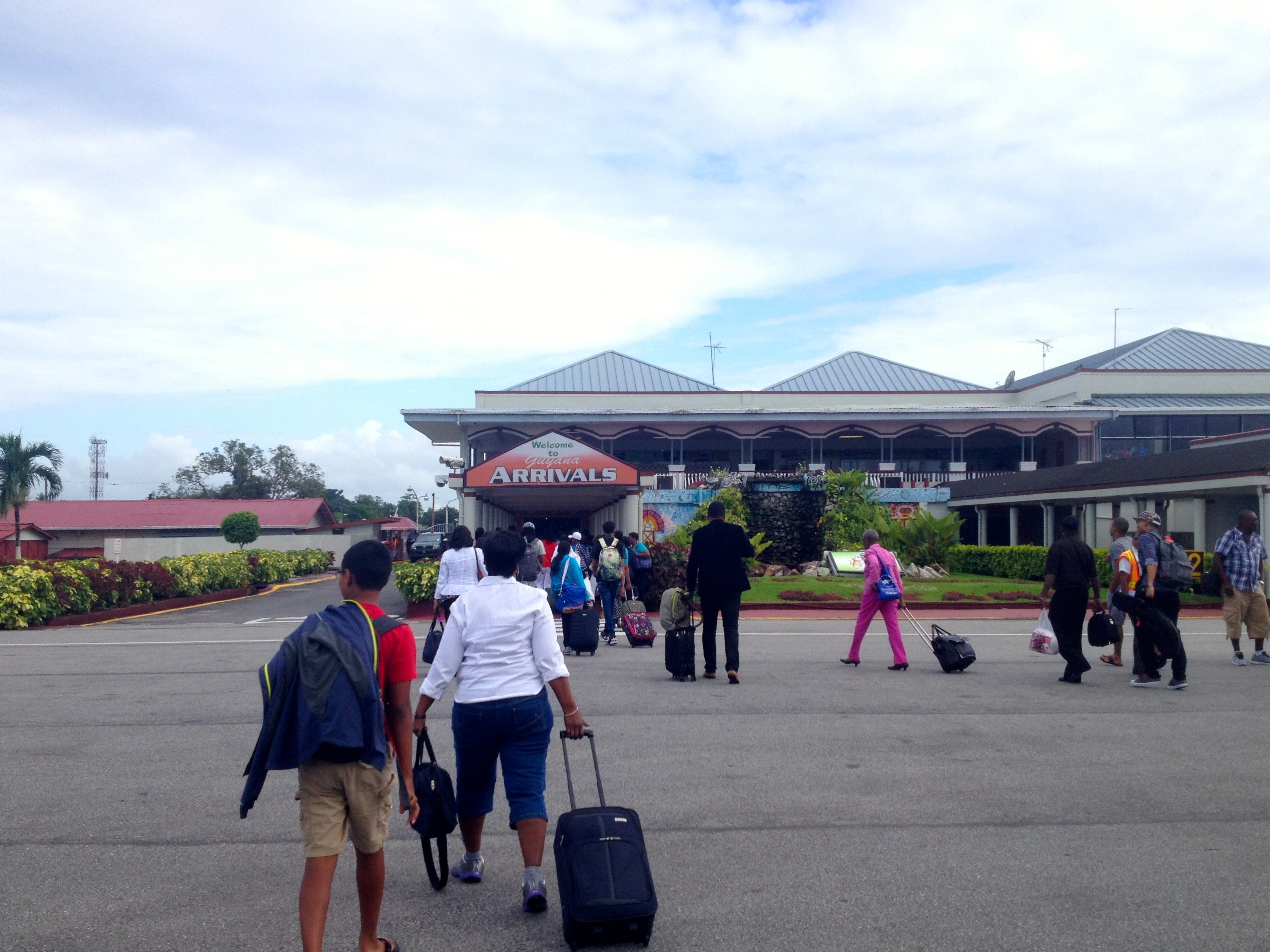
Міжнародний аеропорт Чедді-Джаган

Джорджтаун є найбільшим міським центром Гаяни, де зосереджена більша частина його торгівлі. Це місто має важливе значення для країн Карибського басейну, на околиці міста діє штаб-квартира Карибської співдружності (КАРІКОМ), спільного ринку країн Карибського басейну. На Джорджтаун припадає значна частина ВВП Гаяни.
У Джорджтауні є морський порт. За 41 кілометр від міста розташований міжнародний аеропорт Чедді-Джаган, який підтримує повітряне сполучення з містами: Торонто, Нью-Йорк, Маямі, Лондон, Парамарибо, Панама, Бриджтаун, Порт-оф-Спейн, Аруба. Ближче до міста розташований недавно розширений аеропорт Огл з терміналом, призначеним для обслуговування регіональних і міжнародних рейсів, що зв'язують держави КАРІКОМ з секретаріатом КАРІКОМ.
Існує регулярне автобусне сполучення між Джорджтауном і Боа-Віста в Бразилії, а також щоденне сполучення з Парамарибо в Суринамі через поромну переправу на річці Корантейн. Більшу частину узбережжя Гаяни обслуговують численні приватні автобуси. Служба таксі доступна практично всюди вздовж узбережжя, у тому числі і в Джорджтауні. Ряд автомагістралей були недавно побудовані, і уряд працює над відновленням всіх доріг в країні.

## Злочинність
Збройні пограбування регулярно відбуваються в Джорджтауні, особливо в його торгових районах. Райони Джорджтауна з найбільшим рівнем злочинності включають Тайгер-Бей, Олбуйстаун, Софію, всі південні райони міста, Бакстон і Агріколу.

## Уродженці
- Ліндон Гупер (*1966) — канадський футболіст, півзахисник, згодом — футбольний тренер.

- Едуард Рікардо Брейтуєйт (1912—2016) — письменник, педагог, дипломат, відомий своїми соціально значимими працями, що описують дискримінацію проти чорношкірих.
- Волтер Родні (1942—1980) —  гаянський історик, політичний активіст та дослідник.
- Ґрейс Ніколс (* 1950) — англомовна поетеса і письменниця афро-карибського походження.
- Летиція Райт (* 1993) —  британська актриса гаянського походження.

## Галерея

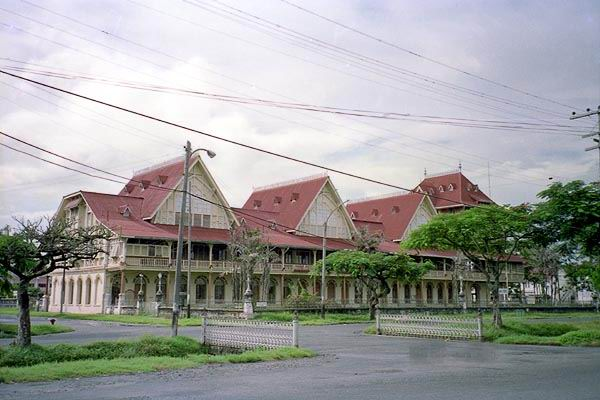
Верховний Суд Гаяни
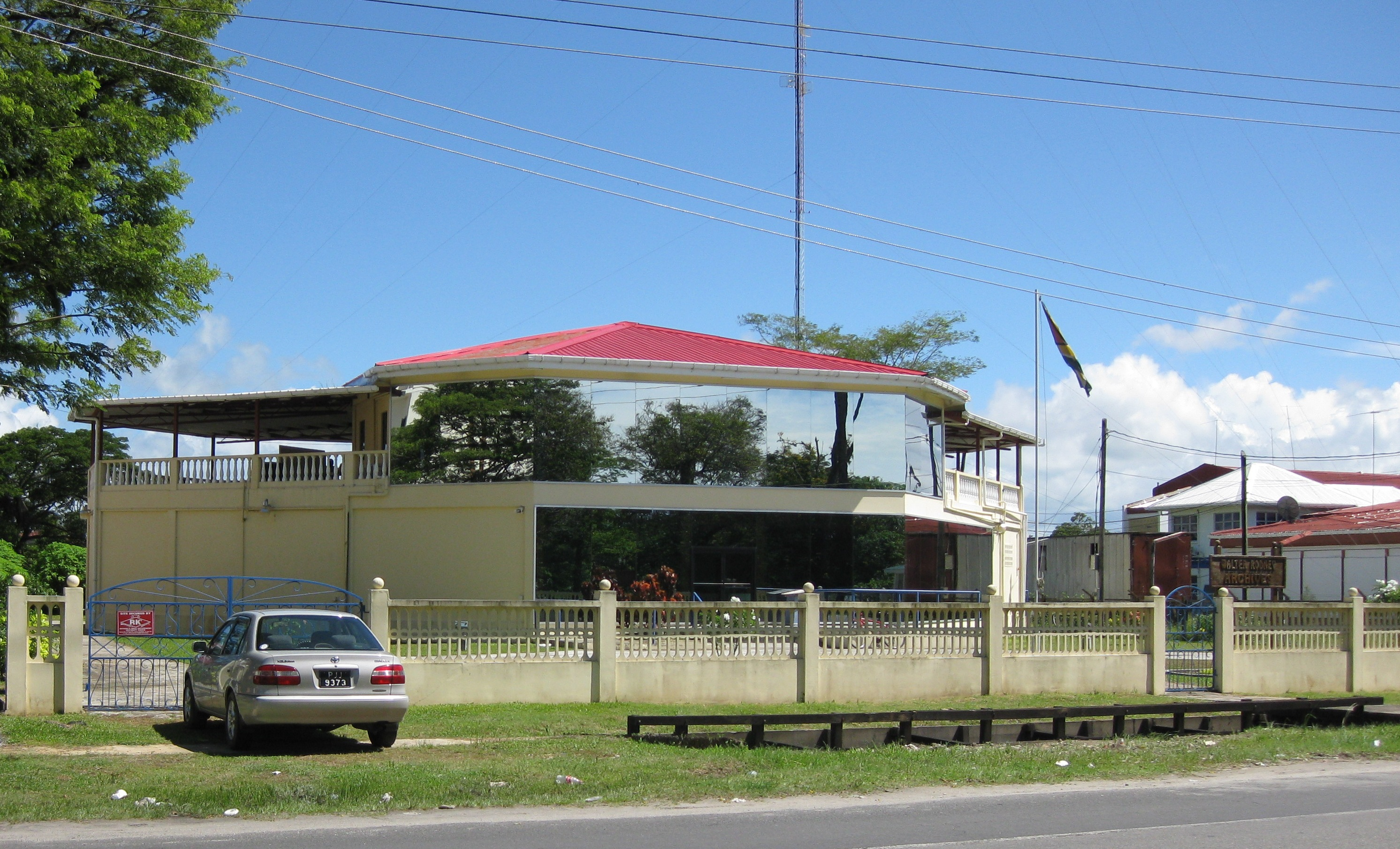
Національний архів Гаяни
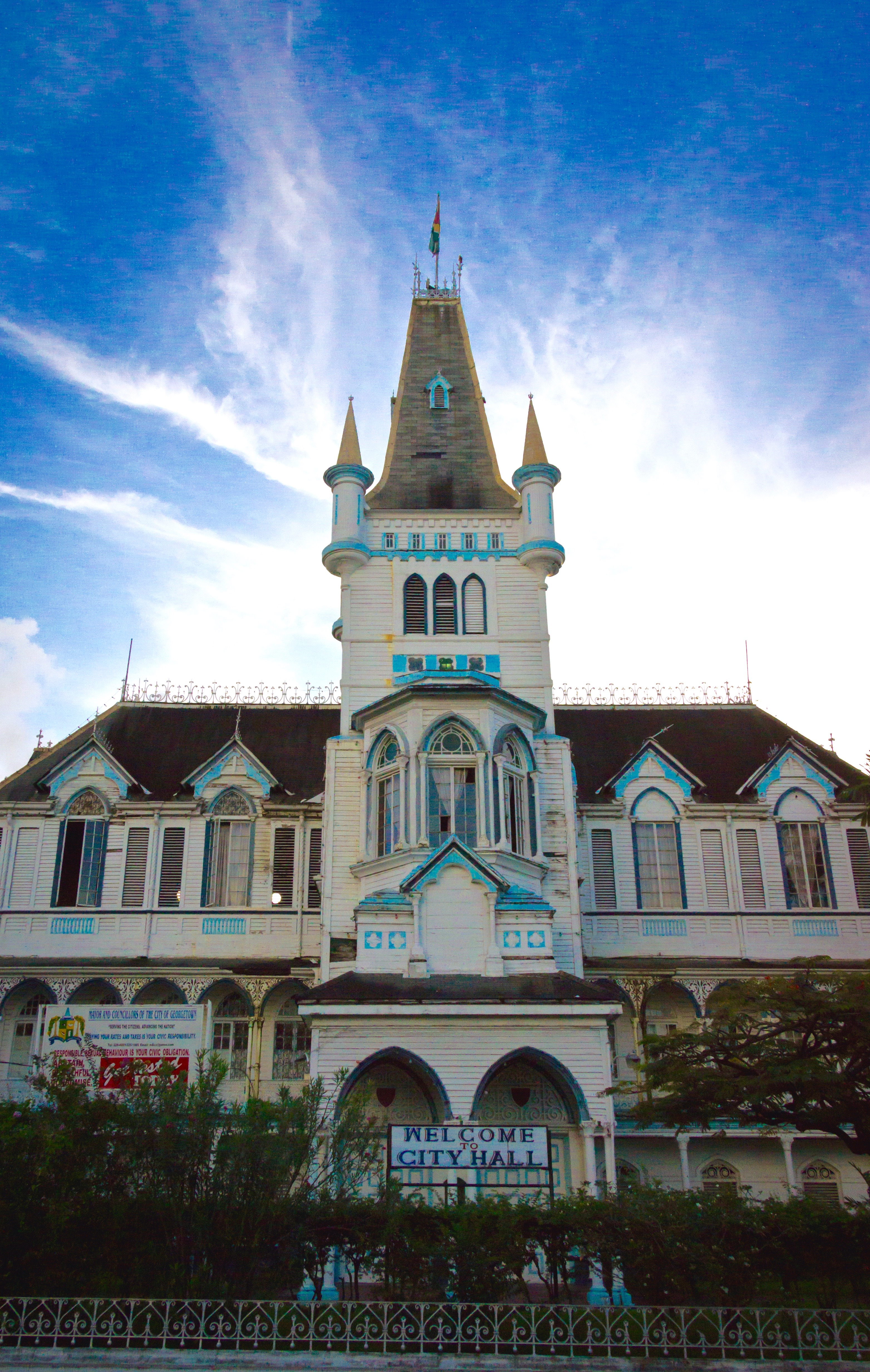
Ратуша Джорджтауна
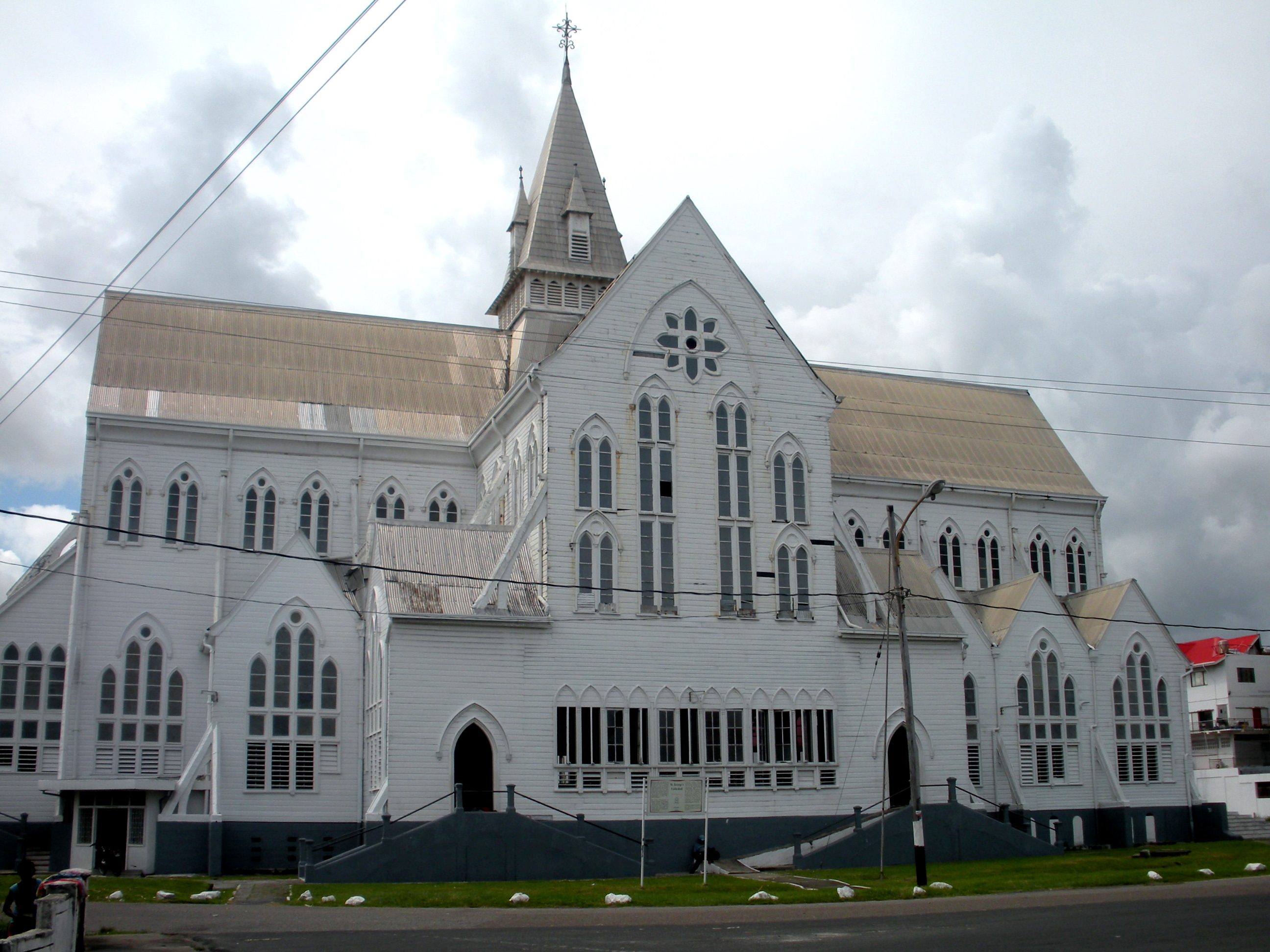
Англіканський собор Сент-Джорджес
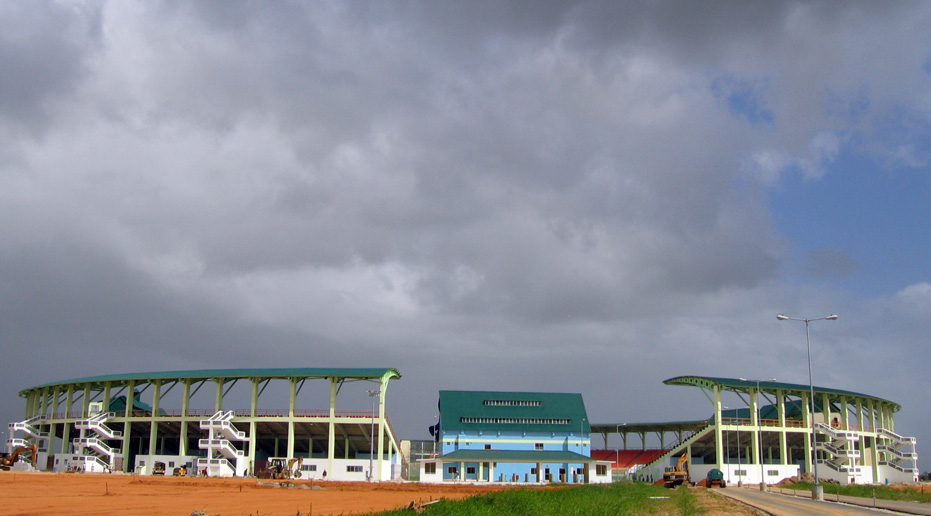
Стадіон Провіденс

## Міста-побратими
- Сент-Луїс, Міссурі, США
- Порт-оф-Спейн, Тринідад і Тобаго
- Парамарибо, Суринам